# Piscoiu, Gorj
Piscoiu este un sat în comuna Stejari din județul Gorj, Oltenia, România.
Satul Piscoiu, din comuna Stejari, este situat pe amontele râului Amărăzuia, care se varsă în râul Amaradia, în regiunea de deal subcarpatică, la o altitudine de circa 240 m, în județul Gorj, aproape de granița cu județele Vâlcea și Dolj, la o distanță de 80 km de Târgu Jiu, 60 km de Tîrgu 
Cărbunești și 70 km de Craiova. Există cursă zilnică de autobuz între Piscoiu și Târgu Jiu. 
Întrucât satul Piscoiu este capătul liniei de autobuz, se mai spune că este așezat "acolo unde întoarce rata".

Așezarea este specifică zonei de deal, casele sunt răsfirate de-a lungul văii Amărăzuia, pe o distanță de circa 10 km. În partea dreaptă a pârâului Amărăzuia se află Dealul Viilor, numit așa întrucât în trecut culturile de vii erau pe deal, în prezent culturile de vii de pe deal au fost părăsite. Peste Dealul Viilor se află valea Horga, care separă Dealul Viilor de Dealul Logreștilor. În Valea Horga se găsesc zăvoaie și păduri bătrâne de stejar și fag.

La est de Piscoiu, peste două dealuri, se află Dealul Muierii, care face legătura cu Peștera Muierii.

Locuitorii satului se ocupă cu agricultura (cultivă grâu, porumb, fasole, cartofi, legume) și cu creșterea animalelor (bovine, ovine, porcine) și păsărilor. 

Clima este temperat-continentală specifică zonei de deal. Pădurile sunt formate în cea mai mare parte din stejar, fag și salcâm. De-a lungul pârâului Amărăzuia se găsesc sălcii și arini și plopi. Printre animalele sălbatice din zonă se găsesc iepuri, porci mistreți, vulpi, căprioare, iar printre păsările sălbatice se găsesc cucul, rândunele, turtureaua, vrăbiuțe, ciori.

Așa cum se arată în articolul  520 de ani de la prima atestare documentară a Rădineștilor, scris de  Profesorul Valentin Pătrașcu  și publicat în Ziarul Vertical pe 23 iunie 2009, satul Piscoiu (Piskoi) este menționat la anul 1531 în documentele de cancelarie ale Țării Românești. În același articol se arată că după anexarea Olteniei de către Imperiul Habsburgic în urma păcii de la Passarovitz (Sremski Karlovci, în Serbia), în statistica austriacă (Conscripția lui Virmond), precum și pe harta întocmită în 1722 este menționat satul „Piskoi” (Piscoiu) cu un număr de 10 familii.

### Organizarea administrativ teritorială
Din punct de vedere administrativ-teritorial, înainte de anul 1952, comuna Piscoiu a făcut parte din plasa Târgu Logrești, județul Gorj.
În perioada 1952-1960, comuna Piscoiu a făcut parte din raionul Amaradia (cu reședința la Melinești), regiunea Craiova. În 1960, prin reoganizarea administrativ teritorială, comuna Piscoiu a trecut în raionul Gilort (cu reședința la Târgu Cărbunești), regiunea Oltenia, până în anul 1968, când prin noua reorganizare administrativ-teritorială au fost desființate regiunile și a fost reintrodus sistemul administrativ bazat pe județe și comuna Piscoiu a trecut în județul Gorj, din care face parte și în prezent. După câțiva ani, comuna Piscoiu, împreună cu comunele Cordești și Baloșani formează o singură comună, comuna Stejari, ce se întinde de-alungul văii râului Amărăzuia, de la izvoare în Pădurea Mermelegea, până la vărsare în râul Amaradia, la Brătești.

### Familii de vază în sat
Familia Golumbeanu, stabilită în satul Piscoiu în jumătatea a doua a secolului XIX prin venirea învățătorului Costache Golumbeanu din Comuna Hurezani (Căpreni), situată peste două dealuri la sud-vest de Piscoiu. Golumbeanu Dumitru (născut 1871, decedat 1922) a fost timp de 20 ani primarul comunei Piscoiu la începutul secolului XX. Golumbeanu Constantin și Golumbeanu Ioana au fost învățători la școala din sat. Golumbeanu Ion a fost primul factor postal în sat și a transmis această meserie în familie până în zilele noastre. Golumbeanu Leonte a contribuit la dezvoltarea agriculturii în sat prin aducerea de mașini agricole și dezvoltarea morăritului la începutul secolului XX. Golumbeanu Ion a fost profesor de limba greacă și latină la liceu în Craiova.

Familia Vintilă, Vintilă Dumitru a fost învățător, a donat terenul pe care se află în prezent școala, care-i poartă numele.

Familia Popescu, Popescu Dumitru a fost învățător în sat, Popescu Valeria a fost profesor de matematică

Familia Budulan, Budulan Dumitru a fost profesor de geografie, Budulan Elena a fost profesor de științele naturii, Budulan Cristian, fost brigadier silvic, actualmente unul dintre cei mai de seamă oameni ai satului, Budulan Viorica, fostă învățătoare, actualmente educatoare la grădinița Stejari.

Alți foști învățători și profesori la școala din sat: Hurezeanu Vasilică, Sanda Ion, Andrei Lucia.

Popa Andrei a fost un om respectat în sat și a slujit parohia cu credință. A făcut școala teologică la Sibiu în aceași perioadă cu Golumbeanu Constantin, care a studiat la școala normală.

Foști primari în comună: Dădulescu Dan, Dădulescu Constantin, Călinoaia Janina, Lupu Ștefan 

În prezent, primarul comunei Stejari este Paiusi Robert Ionuț cel care din 2016 până în prezent a Modernizat: Dispensarul medical,Iluminatul public, Drumurile comunale,Apa potabilă,Canalizarea în comuna ,Căminul Cultural sat Piscoiu,a dotat Sc Gn Aurel Teodorescu.
Preotul satului este Frunză Dumitru, numit de săteni "Popa Frunzoiu".